# Leiza
Leiza (oficialmente en euskera: Leitza) es una villa y municipio español de la Comunidad Foral de Navarra, situado en la merindad de Pamplona, en la comarca Norte de Aralar, en el valle de Leizarán y a 47 km de la capital de la comunidad, Pamplona. Su población en 2022 fue de 3029 habitantes (INE).

## Toponimia
Las primeras veces que aparece Leiza mencionada en la historia, es de forma conjunta con la vecina localidad de Areso. Así figura la mención en 1192 de Leitza et Aresso o en 1268 Leyçarasso. Con posterioridad se estableció la forma Leyça, documentada en el siglo XVI. Finalmente en castellano desapareció la ce cedilla en el siglo XVIII, al haberse asimilado su sonido a la actual z y convirtiéndose el nombre del municipio en Leiza.
Generalmente el nombre de la localidad se asocia bien a la voz vasca leiza, que significa la sima, o bien a otra voz vasca, eleiza, que significa la iglesia. Sin embargo, cualquiera de estas dos hipótesis aparentemente evidentes chocan con el hecho de que desde antiguo el nombre de la localidad se ha pronunciado con el sonido tz (representado antiguamente por la ç), que no se corresponde a ninguna de las dos voces. Por ello los etimologistas califican de dudosa la etimología de la localidad. Patxi Salaberri relaciona el nombre de Leiza con las localidades navarras de Leyún y Leoz (antiguo Leyoz).
En euskera el municipio se llama Leitza. A diferencia del castellano, en lengua vasca se ha conservado la pronunciación original de la ce cedilla y ese sonido se transcribe, según las actuales normas ortográficas de este idioma, como una tz. En la década de 1980 se adoptó Leitza como nombre oficial del municipio sustituyendo a Leiza.
A sus habitantes se les llama leizarras.

## Geografía
Leiza se sitúa en el valle de Leizarán por el que pasa el río del mismo nombre. 

### Barrios
Patxi Arrazola (Cooperativas), Elbarren, Azku, Manuel Lasarte, Elgoien, Amazabal, San Miguel, Gorriztaran, Erasote, Arkiskil, Obispo Huarte.

### Localidades limítrofes
Limita al norte con Goizueta, al sur con Larráun, al este con Ezcurra y con (Beruete) y al oeste con Areso y Berástegui (Guipúzcoa)

## Historia
La primera referencia escrita de la localidad aparece en 1023, en la lista de localidades de la archidiócesis de Pamplona, como villa.
En 1192 el rey de Navarra, Sancho VI, el Sabio le concedió fueros, junto a la villa de Areso.
En 1421 la villa fue quemada por los castellanos, y en 1429 fue totalmente destruida. Hasta 1437, el pueblo estuvo bajo el gobierno de la Corona de Castilla. En 1444, los habitantes de Leiza y Areso ganaron a los castellanos, por lo que el príncipe de Viana les quitó varios impuestos por 30 años.[cita requerida]
En 1770, se separó del municipio de Leizarán, que formaba junto con Areso.
Tras la guerra del Rosellón, y las dos guerras carlistas, el pueblo volvió, a finales del siglo XIX, a tener cierta industria.

## Demografía
Leiza cuenta con una población de 3011 habitantes (INE 2024).
| Gráfica de evolución demográfica de Leitza entre 1842 y 2021 |
| |
| Población de derecho según los censos de población del INE Población de hecho según los censos de población del INEEn estos censos se denominaba Leiza: 1842, 1857, 1860, 1877, 1887, 1897, 1900, 1910, 1920, 1930, 1940, 1950, 1960, 1970 y 1981 |

#### Pirámide de población
Los datos de la pirámide de población de 2010 se pueden resumir así:
- La población menor de 20 años es el 17,35 % del total.
- La comprendida entre 20-40 años es el 30,64 %.
- La comprendida entre 40-60 años es el 28,43 %.
- La mayor de 60 años es el 23,59 %.

### Comunicaciones

#### Red viaria
En 2011 estaba comunicada con Pamplona (47 km) y con San Sebastián (36 km) mediante la autovía de Leizarán (A-15). En cuanto a los pueblos de la zona, se comunica del siguiente modo: con Huici, por la carretera NA-1700 (8 km), y siguiendo la misma vía también con Lecumberri. En cambio, tomando dirección noreste nos unirá con Areso (3 km). Por otro lado, la carretera NA -170 de Leiza a Santesteban por un recorrido de 29 km une los valles de Leizarán y del Alto Bidasoa. Desde el puerto de Ezcurra siguiendo por la carretera NA-4150 se llega a Goizueta en un trecho de 15 km. Por último, por la NA-1320 llegaremos a Berástegui después de recorrer 8 km.

## Economía
Este pueblo posee cierta industria como la Papelera Sarrio.

## Administración y política
Leiza conforma un municipio el cual está gobernado por un ayuntamiento de gestión democrática desde 1979, formado por 11 miembros elegidos en las elecciones municipales según está dispuesto en la Ley Orgánica del Régimen Electoral General. La sede del consistorio está situada en la calle Elbarren, n.º 1.
La localidad estuvo gobernada por Herri Batasuna durante la década los 80 y los 90. En las elecciones de 1999 Euskal Herritarrok fue la candidatura más votada, al conseguir seis de los 11 concejales. Le seguían EA, con tres ediles, y UPN con dos. Uno de los concejales de UPN era José Javier Múgica Astibia, que sería asesinado por ETA dos años después.
En 2003, debido a la ilegalización de Batasuna, únicamente tres partidos pudieron presentar candidatura al municipio: UPN, EA y Aralar. Los votos emitidos a la candidatura de la izquierda abertzale fueron declarados nulos por el Tribunal Supremo, superando éstos a todas las candidaturas, 553 votos frente a los 34 votos nulos de la cita anterior. La alcaldía acabó en manos de un pacto entre Aralar y EA, dejando a UPN en la oposición.
En las de 2007 cuatro partidos se presentaron en la lucha de la alcaldía del municipio: UPN, EA, Aralar y ANV. La alcaldía la logró el partido abertzale ANV con mayoría absoluta, al lograr seis concejalías. Eusko Alkartasuna logró 3, mientras que UPN logró 2. 
Es de destacar el gran apoyo a ANV, la subida de Eusko Alkartasuna (de una legislatura a otra subió más de 100 votos), y el descenso de Aralar (que no obtuvo representación) y de UPN. 
En noviembre de 2008, el concejal de UPN, Silvestre Zubitur, abandonó el partido para afiliarse al Partido Popular, dando un concejal a dicho partido en Leiza. Posteriormente encabezaría la candidatura de DNE.
En las elecciones municipales de 2011 cuatro partidos se presentaron en la lucha de la alcaldía del municipio: Bildu (coalición de la izquierda abertzale y EA, UPN, DNE e Itzaire, obteniendo Bildu una mayoría absoluta de 9 de 11 concejales. UPN y DNE obtuvieron un edil respectivamente. 
Los resultados se repitieron en 2015, con EH Bildu con 9 concejales. Esta vez la candidatura de UPN integró como independientes a miembros de la lista de DNE en la cita anterior y obtuvo 2 concejales. 
| Periodo   | Nombre                   | Partido | Partido                                                     |
| --------- | ------------------------ | ------- | ----------------------------------------------------------- |
| 1999-2003 | Tomas Azpiroz Alkotz     |         | Euskal Herritarrok (EH)                                     |
| 2003-2007 | Patxi Sáenz              |         | Aralar                                                      |
| 2007-2011 | Javier Zabalo Betelu     |         | Eusko Abertzale Ekintza-Acción Nacionalista Vasca (EAE-ANV) |
| 2011-2015 | Oier Eizmendi Astibia    |         | Bildu                                                       |
| 2015-2023 | Mikel Zabaleta Aramendia |         | Euskal Herria Bildu (EH Bildu)                              |
| 2023-act. | David Anaut Peña         |         | Euskal Herria Bildu (EH Bildu)                              |

| Partido político | Partido político                                            | 2019               | 2019               | 2019               | 2015  | 2015  | 2015       | 2011  | 2011  | 2011       | 2007  | 2007  | 2007       | 2003  | 2003  | 2003       |
| Partido político | Partido político                                            | Votos              | %                  | Concejales         | Votos | %     | Concejales | Votos | %     | Concejales | Votos | %     | Concejales | Votos | %     | Concejales |
|                  | Euskal Herria Bildu (EH Bildu)-Bildu                        | 1381               | 82,20              | 10                 | 1193  | 78,08 | 9          | 1283  | 76,14 | 9          | —     | —     | —          | —     | —     | —          |
|                  | Navarra Suma (NA+)                                          | 247                | 14,70              | 1                  | —     | —     | —          | —     | —     | —          | —     | —     | —          | —     | —     | —          |
|                  | Unión del Pueblo Navarro (UPN)                              | Navarra Suma (NA+) | Navarra Suma (NA+) | Navarra Suma (NA+) | 252   | 16,49 | 2          | 130   | 7,72  | 1          | 349   | 19,52 | 2          | 497   | 38,35 | 5          |
|                  | Derecha Navarra y Española (DNE)                            | —                  | —                  | —                  | —     | —     | —          | 188   | 11,16 | 1          | —     | —     | —          | —     | —     | —          |
|                  | Itzaire                                                     | —                  | —                  | —                  | —     | —     | —          | 0     | 0     | 0          | —     | —     | —          | —     | —     | —          |
|                  | Eusko Abertzale Ekintza-Acción Nacionalista Vasca (EAE-ANV) | —                  | —                  | —                  | —     | —     | —          | —     | —     | —          | 846   | 47,32 | 6          | —     | —     | —          |
|                  | Eusko Alkartasuna (EA)                                      | —                  | —                  | —                  | —     | —     | —          | —     | —     | —          | 418   | 23,38 | 3          | 284   | 21,91 | 2          |
|                  | Aralar                                                      | —                  | —                  | —                  | —     | —     | —          | —     | —     | —          | 138   | 7,72  | 0          | 485   | 37,42 | 4          |

### Patrimonio

#### Monumento civiles
- Casa Consistorial. Construida en 1915, este imponente edificio fue utilizado también como colegio y actualmente en ella se encuentran las oficinas del Ayuntamiento y los estudios de la radio local.
- Estatua de Manuel Lasarte. Está dedicada al más famoso bertsolari de la localidad, al cual se le han dedicado numerosos homenajes y exposiciones a lo largo de toda la zona. Se encuentra en la calle de su mismo nombre.

#### Monumentos religiosos
- Iglesia de San Miguel. Es la única iglesia del pueblo, con siglos de antigüedad. Se encuentra cerca del casco antiguo, cerca de las casas más antiguas de la localidad, con cientos de años de historia.
- Ermita de Santa Cruz. Recientemente restaurada. Se encuentra encima del pueblo, y tiene cientos de años de historia.

#### Otros
- Peru-Harri. Se trata de un importante centro en el que se exponen las esculturas diseñadas por el deportista local Iñaki Perurena, que se puede visitar los fines de semana. Se encuentra en una de las montañas que rodean el pueblo.

### Idioma
Leiza es una localidad situada en la zona vascófona establecida por la Ley Foral del Vascuence y por lo tanto en esta localidad el euskera es oficial junto al castellano. El 91,16 % de los leitzarras habla euskera (2001).

### Medios de comunicación
Actualmente y durante su historia, Leiza ha contado con medios de comunicación locales: En diciembre de 1921 aparece la revista La Voz de Leiza, editada en forma de periódico fue fundado por José María Lizarraga y del que solo se conocen seis números, redactados entre el 4 de diciembre de 1921 y el 1 de mayo de 1922, con periodicidad mensual. El periódico dedicaba gran parte de su contenido a denunciar el caciquismo, en especial a las autoridades municipales. Su idioma general era el castellano, si bien contaba con secciones en euskera.
Actualmente, desde 1997 existe una radio local, Karrape Irratia y el diario Hitza de Tolosaldea y Leitzaldea, escrito totalmente en euskera.

### Fiestas
Aunque el patrón de la localidad sea San Miguel, las fiestas se celebran del 10 al 15 de agosto, en San Tiburcio.
Los carnavales, se celebran en enero. La referencia es el cuarto domingo de enero. El primer día siempre es el sábado, llamado "erreparto eguna", donde los jóvenes realizan el reparto de la programación en todo el pueblo. El domingo, es la "kuadrilla eguna", donde el mayor acontecimiento es el desfile de carrozas realizadas por distintas kuadrillas del pueblo. El lunes, es el día más especial, ya que los jóvenes y adultos se reúnen a las 9 de la mañana en la plaza para después ir durante todo el día de caserío en caserío con música, donde los acojen con comida y bebida. El martes, es el último día. 
Otro día a destacar es la víspera de San Juan, el 23 de junio. Se realiza una cena popular y hogueras en la plaza amenizadas por música.

### Gastronomía
Anualmente, generalmente en septiembre, celebra el día del talo

### Deporte
Esta localidad es especialmente conocida por la gran importancia que se le da al deporte y a la gran cantidad de deportistas nacidos en la misma. La pelota vasca y los deportes rurales son muy importantes aquí.

## Personas destacadas
- Antonio Lizarza Iribarren, político
- Abel Barriola, pelotari, pelota a mano
- Iñaki Perurena, harrijasotzaile y actor
- Inaxio Perurena, harrijasotzaile y deportista
- José Javier Múgica Astibia, político asesinado por ETA
- Juan Mari Bengoetxea, (pelotari, pelota a mano
- Miguel Cestau, pelotari, remonte
- Mikel Bengoetxea, pelotari, pelota a mano
- Mikel Nieve, ciclista profesional
- Oinatz Bengoetxea, pelotari, pelota a man
- Patxi Zabaleta, político fundador de Aralar y exparlamentario foral de Nafarroa Bai.